# Petteri Tyynismaa
Petteri Samuli Tyynismaa (* 5. August 2003) ist ein finnischer Volleyballnationalspieler.

## Karriere
Tyynismaa begann seine Karriere bei Kortesjärven Järvikeikot. In jungen Jahren war er auch noch im Fußball aktiv, bevor er sich wie seine ältere Schwester Emilia und sein jüngerer Bruder Oskari auf Volleyball konzentrierte. Von 2019 bis 2022 spielte er bei Alahärmän Kisa und war parallel auch im finnischen Trainingszentrum aktiv.  2022 erreichte er mit der finnischen U21-Nationalmannschaft den siebten Platz bei der Europameisterschaft. Im selben Jahr wechselte der Mittelblocker zum finnischen Erstligisten Akaa Volley. Mit dem Team spielte er im Challenge Cup 2022/23. Im nationalen Pokal und der Meisterschaft stand Akaa jeweils im Finale. 2024 wiederholte der Verein die zweiten Plätze in den nationalen Wettbewerben und wurde Dritter im Challenge Cup. In der Saison 2024/25 gewann Akaa schließlich den finnischen Pokal und die Meisterschaft. Außerdem wurde Tyynismaa A-Nationalspieler. 2025 wurde der Mittelblocker vom Bundesligisten SWD Powervolleys Düren verpflichtet.